# Зліт з ракетним прискорювачем

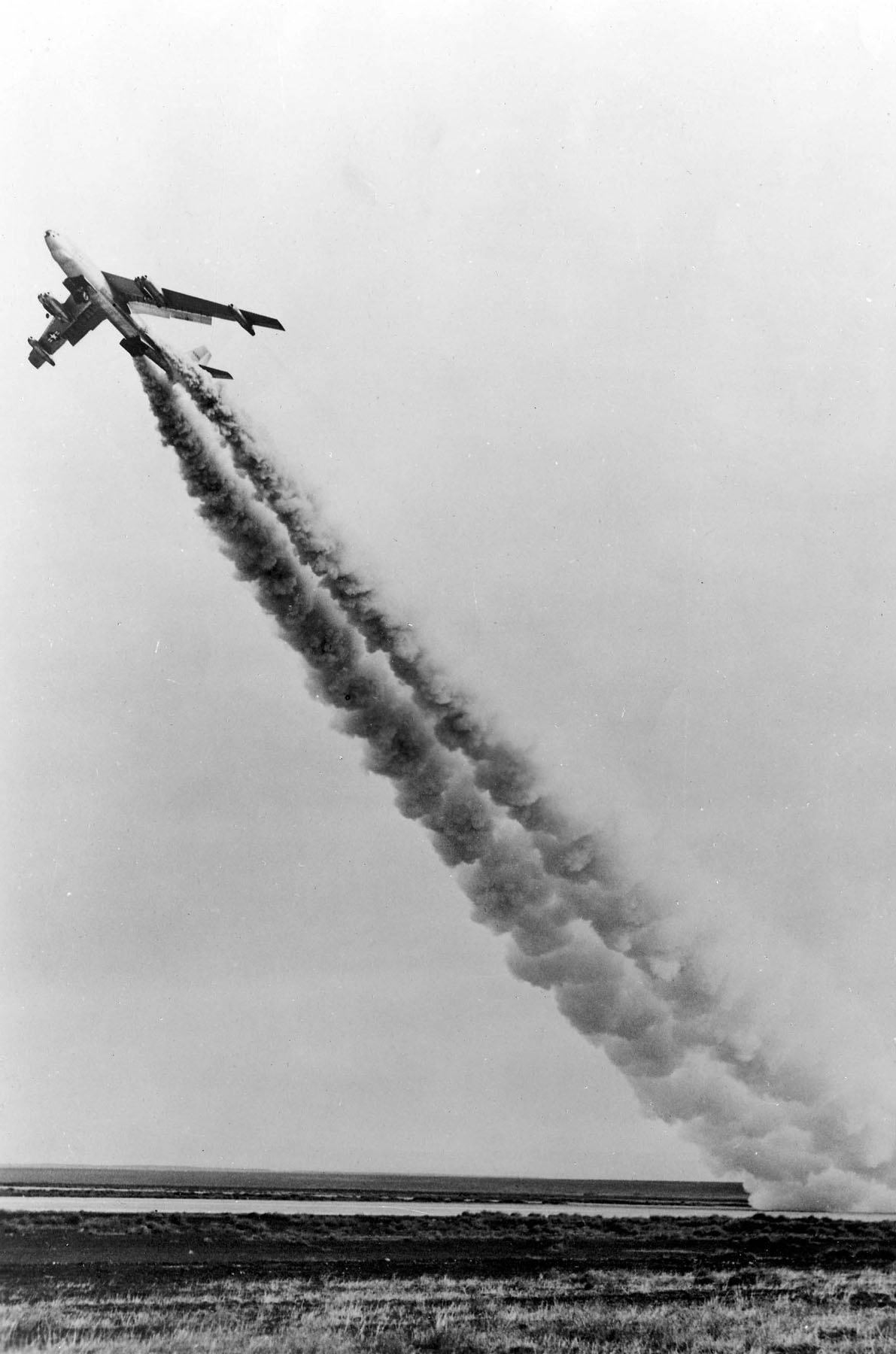
Boeing B-47 Stratojet виконує зліт за допомогою ракет, 1948 рік

Зліт з ракетним прискорювачем (або зліт з реактивним прискорювачем; англ. jet-assisted take-off, JATO або rocket-assisted take-off, RATO) — спосіб підняття в повітря літака шляхом створення додаткової тяги за допомогою малих ракет.
Ця система в основному використовується з такою метою:
- зліт при великій масі (зазвичай поєднується з наступними двома причинами);
- занадто коротка злітно-посадкова смуга по відношенню до ваги літака;
- зліт на погано придатній до цього поверхні, такій як лід, сніг, бруд тощо;
- тактичний зліт транспортних літаків з короткої смуги із крутим набором висоти (використовується, зокрема, щоб швидше вийти з зони потенційної загрози ворожої зенітної артилерії);
- компенсація втрати підйомної сили літака через низьку густину повітря у високих спекотних локаціях.
- у крилатих ракет для запуску або прискорення на термінальній фазі польоту[2].

Ракети JATO мають форму великих пляшок і зазвичай кріпляться під крилами або з боків фюзеляжу. Тяга не регулюється, і кожна ракета є одноразовою, працює протягом приблизно 10—15 секунд. Наприклад, кожна з 12 ракет JATO, використовуваних французьким бомбардувальником Mirage IV, важила 65 кг і забезпечувала тягу 454 кгс або загалом 5488 кгс, збільшуючи потужність, доступну при зльоті, на 41 %.

## Історія

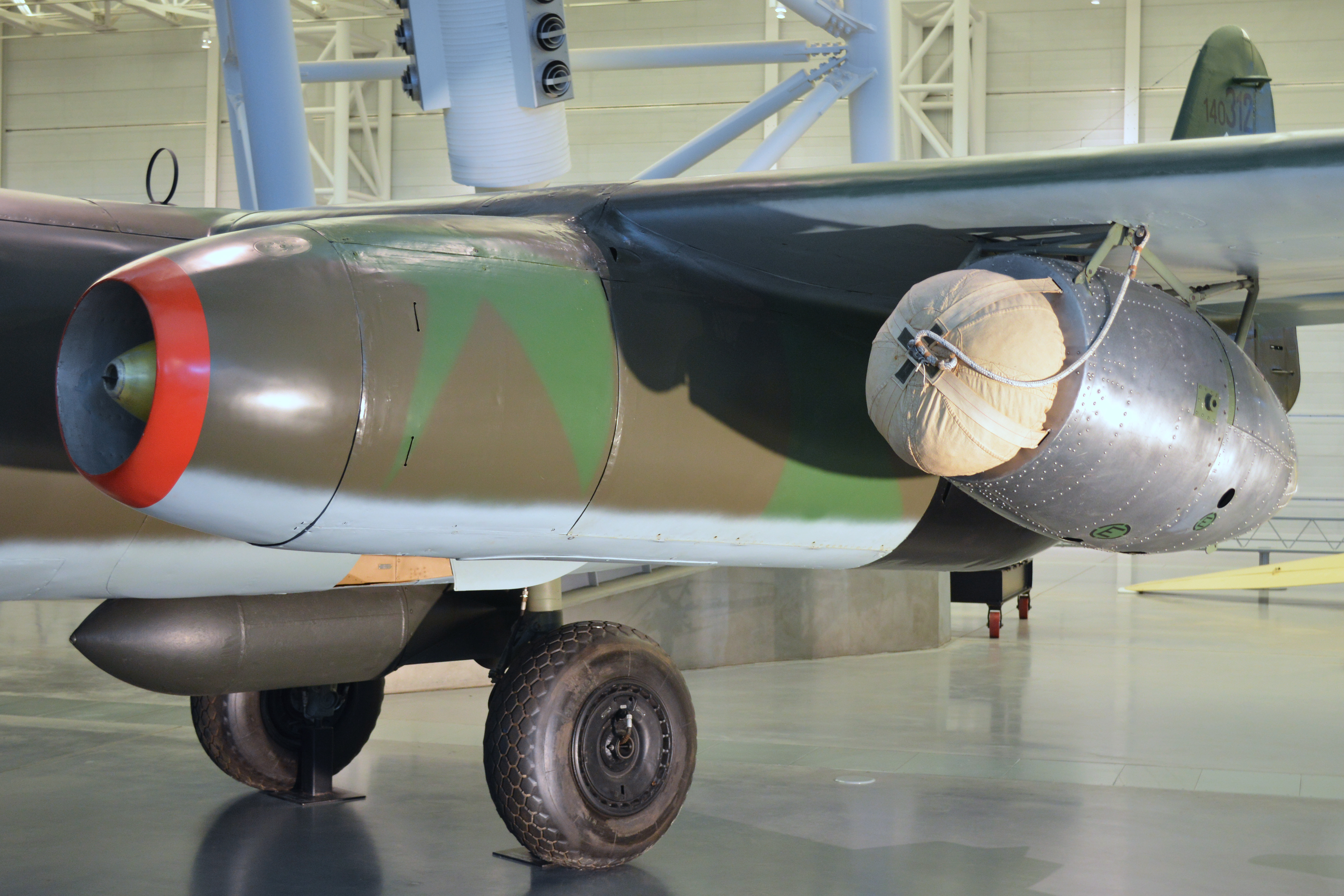
Крило літака Arado Ar 234 Blitz з ракетою Walter HWK 109—500, обладнаною парашутом

Перші експерименти з використанням ракет для підняття у повітря планерів проводилися в Німеччині в 1920-х роках (Lippisch Ente).
У 1927 році радянська науково-дослідна «Газодинамічна лабораторія» під керівництвом В. І. Дудакова розробила твердопаливні ракети для зльоту літаків. В 1931 році перше в світі успішне використання ракет для зльоту літаків було здійснено на біплані У-1, яким керував льотчик-випробувач С. І. Мухін. У 1933 році відбулися випробування на важких бомбардувальниках Туполєва ТБ-1 і ТБ-3. Використання при зльоті ракет дозволяло збільшити максимальну масу літака на 33 %.
Під час Другої світової війни такі системи застосовували Королівські ВПС і Люфтваффе.
Британці використовували досить великі ракети на твердому паливі для запуску винищувачів (зазвичай Hawker Hurricane) з невеликої рампи, встановленої на передній частині торгових суден, відомих як Catapult Armed Merchantmen, щоб відбивати атаки німецьких літаків. Після пострілу ракета викидалася з літака у воду. Можливості посадити літак назад на судно не передбачалося, тому після виконання завдання пілот мав летіти на дружню територію, якщо це було можливо, або покинути літак і вистрибнути з парашутом, щоб його підібрало одне з суден супроводу. За два роки ця система використовувалася лише дев'ять разів, було збито вісім німецьких літаків, один британський пілот загинув.
Люфтваффе використовували технологію JATO для запуску в повітря важко завантажених бомбардувальників, для чого в іншому випадку були б потрібні надто довгі злітно-посадкові смуги (це стало особливо важливим через усе більше пошкодження злітно-посадкові смуги військових аеропортів бомбами Союзників). Німецька система зазвичай використовувала ракетні двигуни Walter HWK 109-500 Starthilfe на паливі T-Stoff (фактично це 80 % пероксид водню). Ракети встановлювалися по дві під крилами літака і після зльоту скидалися на парашутах. Також проводилися експерименти з використанням ракетного прискорення для перехоплювачів, таких як Messerschmitt Me 262, під час зльоту і набору висоти, щоб вони могли швидше дістатися до ворожих бомбардувальників на висоті.

## Післявоєнне використання

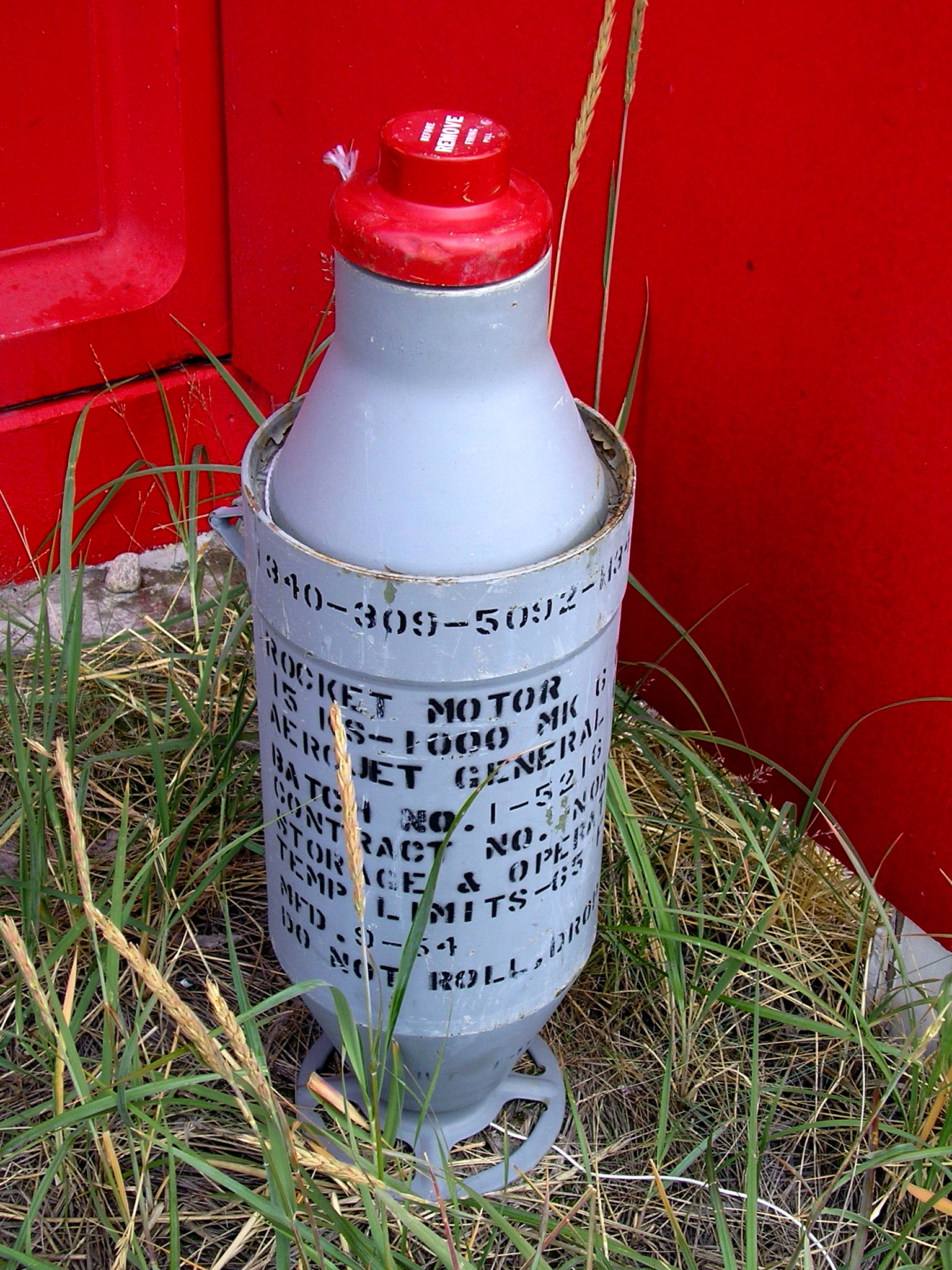
Ракета JATO

Після Другої світової війни JATO використовувався для подолання слабкої тяги ранніх реактивних двигунів на низьких швидкостях або для допомоги важко завантаженим літакам у зльоті. Наприклад, гвинтовий патрульний літак Avro Shackleton, коли він був сильно завантажений паливом для тривалих морських розвідувальних польотів, для зльоту покладався на турбореактивні двигуни Armstrong Siddeley Viper.
Перший у світі реактивний авіалайнер, de Havilland DH 106 Comet, містив у конструкції дві ракети-носії de Havilland Sprite на перекисі водню, призначені для встановлення в аеропортах, де густина повітря низька через спекотний клімат і високе географічне розташування (наприклад, Хартум або Найробі). Втім, виявилося, що власні двигуни літака добре справляються у таких умовах, і використання ракет було визнано надмірним.
У 1950-х роках ВПС США, Німеччини та СРСР проводили експерименти з системою ZELL (англ. zero-length launch, дос. «запуск нульової довжини»), що передбачала зліт без злітно-посадкової смуги за допомогою однієї твердопаливної ракети. Вдалося провести ряд вдалих експериментів, але зрештою ця ідея була покинута, зокрема через розробку спеціалізованих літаків вертикального злету.
Аеробатична команда ВМС США «Блакитні Янголи» з 1975 по 2009 рік використовувала JATO як частину шоу, запускаючи свій літак підтримки Lockheed C-130 Hercules на прізвисько «Fat Albert» для зльоту з крутим набором висоти.
У 1980 ВПС США пропонували використання JATO в ході операції з визволення заручників в Ірані. Планувалося перетворити Lockheed C-130 Hercules на літак скороченого зльоту та посадки, оснастивши його ракетними двигунами для їх використання як гальм при посадці на тегеранський футбольний стадіон. Втім, ця операція, названа Operation Credible Sport, не відбулася: перший прототип розбили при посадці в ході випробувань (без жертв), а заручників визволили політичним шляхом.

## Курйозний факт
З 1990 року існує міська легенда про американця, який нібито вирішив розігнати автомобіль Chevrolet Impala, приєднавши до нього ракети JATO і загинув, злетівши на висоту 40 метрів і на швидкості близько 560 км/ч врізавшись у гору. Цей випадок став одним з перших лауреатів «премії Дарвіна», але зрештою було визнано, що він є повністю вигаданим.

## Галерея

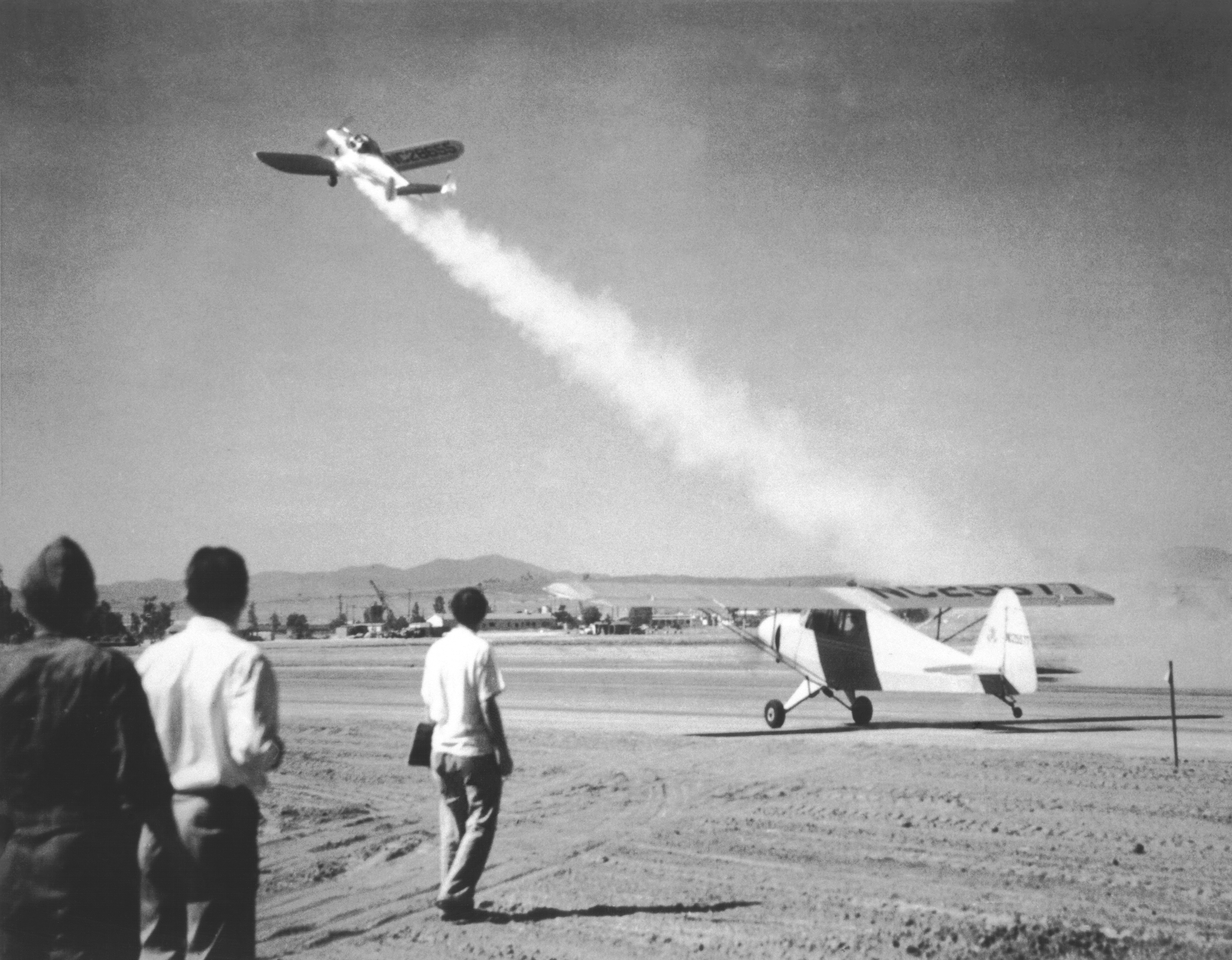
Зліт першого в Америці «ракетного» літака ERCO Ercoupe[en] з твердопаливним прискорювачем, 1941
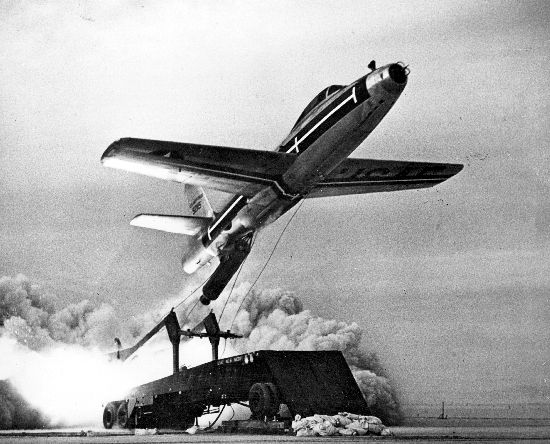
Republic F-84 Thunderjet, тестування ZELL у 1950-х
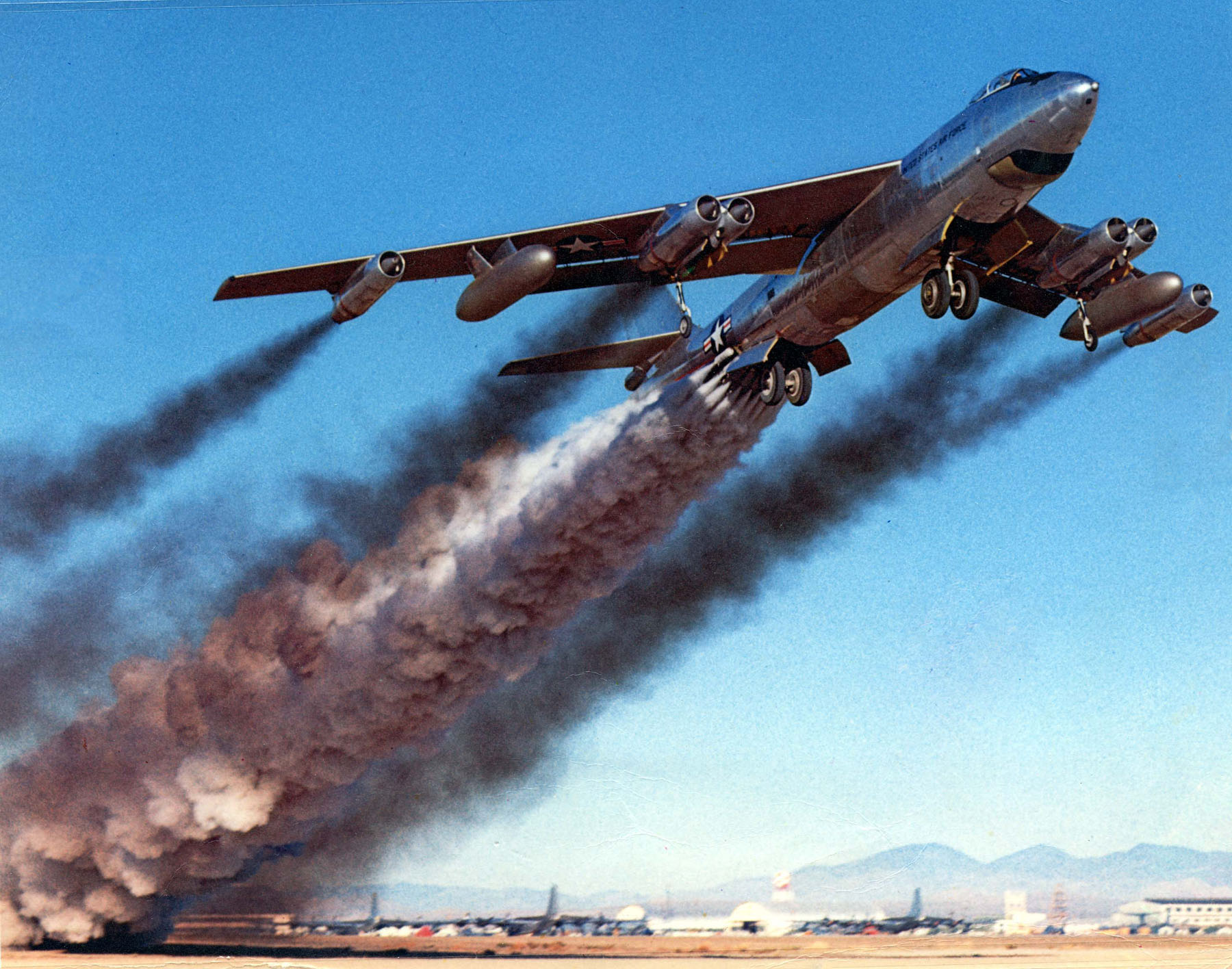
Boeing B-47 Stratojet, 1954
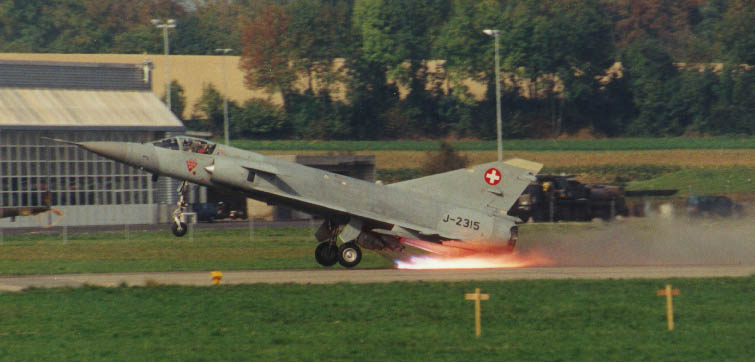
Dassault Mirage IIIS ВПС Швейцарії злітає за допомогою JATO. Паєрн, 1996 рік.
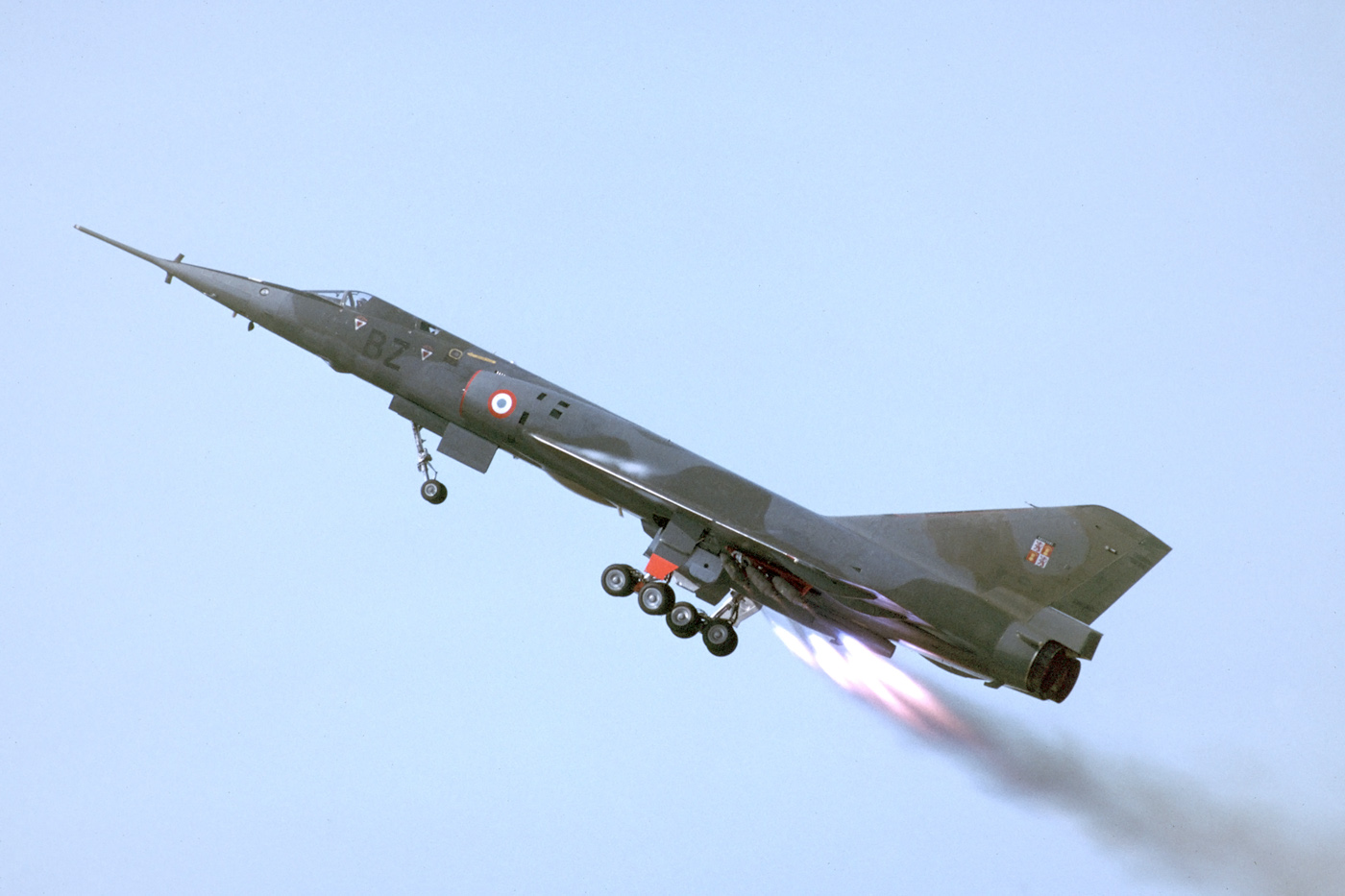
Dassault Mirage IV, 1997 рік
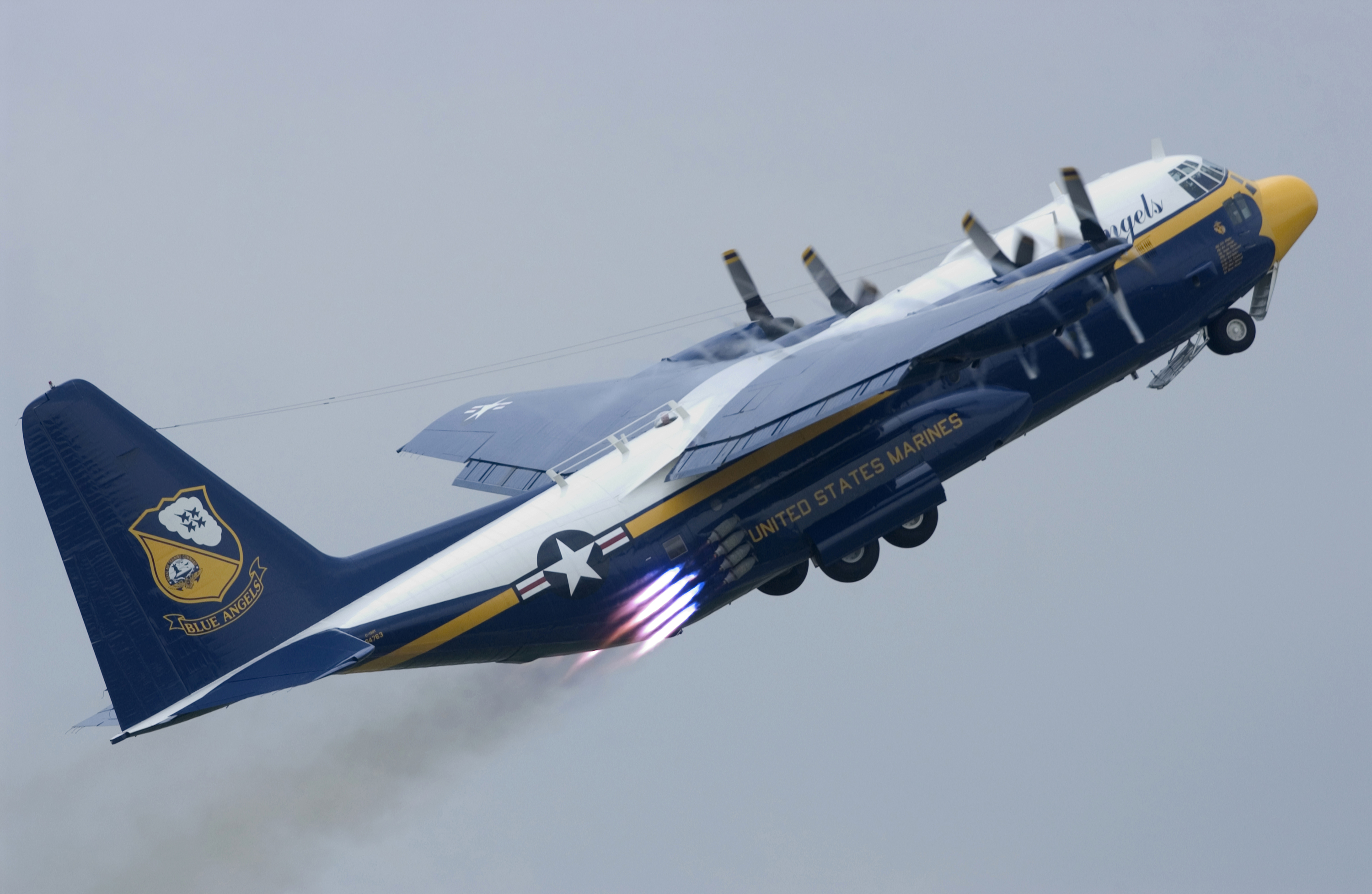
Lockheed C-130T Hercules команди «Блакитні Янголи»
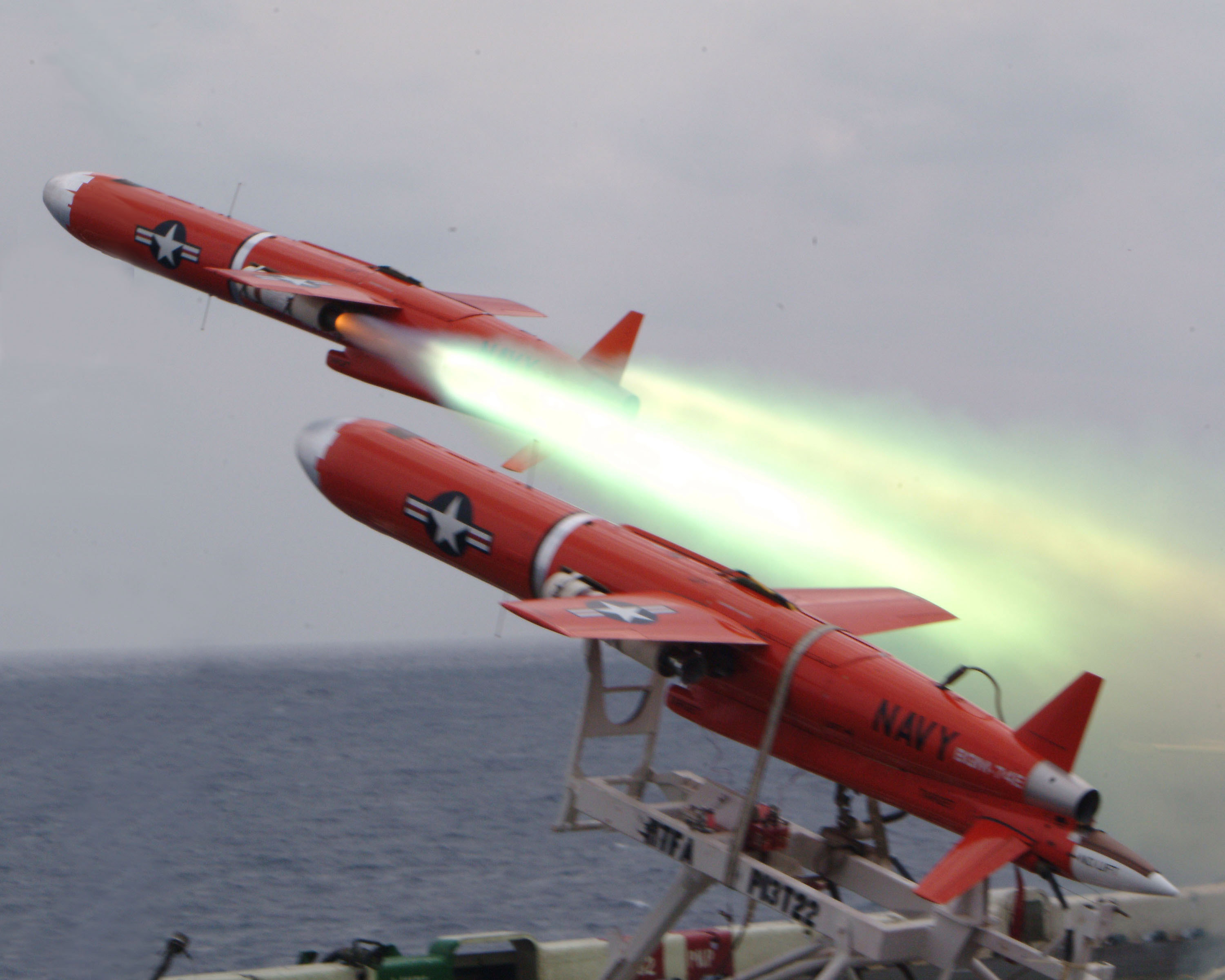
Дрон Northrop BQM-74 Chukar[en] злітає з борту USS Essex (LHD-2), 2004

## Відео
- Компіляція зльотів з допомогою JATO на YouTube